# 사원수군

사원수군을 도식화한 그림. 각 색깔은 사원수군의 어떤 원소든지 거듭하여 연산을 하면 항등원(1로 표기)이 된다는 것을 보여주고 있다. 예를 들어, 붉은색으로 표시된 부분은 i^{2} = -1, i^{3} = -i, i^{4} = 1이라는 것을 설명한다. 또한 (-i)^{2} = -1, (-i)^{3} = i, (-i)^{4} = 1이라는 것도 알 수 있다.

군론에서 사원수군(四元數群, 영어: quaternion group)은 단위 사원수 i, j, k로 생성되는 유한군이다.

## 정의
사원수군은 원소의 개수가 8개인 비아벨 군이다. 사원수군은 흔히 Q로 표기되며, 다음의 원소들로 구성되어 있다.
Q = {1, −1, i, −i, j, −j, k, −k}
여기에서 1은 항등원을 나타내며 (-1)2 = 1이 성립한다. 또한 Q의 임의의 원소 a에 대해 (-1)a = a(-1) = -a가 성립한다. 이 외에도 원소들간에는 다음과 같은 관계가 성립한다.
{\displaystyle i^{2}=j^{2}=k^{2}=ijk=-1}
사원수군의 군 표(Cayley table)은 다음과 같이 나타낼 수 있다.
|    | 1  | −1 | i  | −i | j  | −j | k  | −k |
| -- | -- | -- | -- | -- | -- | -- | -- | -- |
| 1  | 1  | −1 | i  | −i | j  | −j | k  | −k |
| −1 | −1 | 1  | −i | i  | −j | j  | −k | k  |
| i  | i  | −i | −1 | 1  | k  | −k | −j | j  |
| −i | −i | i  | 1  | −1 | −k | k  | j  | −j |
| j  | j  | −j | −k | k  | −1 | 1  | i  | −i |
| −j | −j | j  | k  | −k | 1  | −1 | −i | i  |
| k  | k  | −k | j  | −j | −i | i  | −1 | 1  |
| −k | −k | k  | −j | j  | i  | −i | 1  | −1 |

표를 살펴보면, 이 군이 비가환군이라는 사실을 확인할 수 있다. 즉 교환법칙이 성립하지 않는다. 예를 들어 ij = -ji이다.

### 행렬 표현
사원수군은 GL2(C)의 부분군으로 나타낼 수 있다. {\displaystyle Q=\{\pm 1,\pm i,\pm j,\pm k\}}의 원소들은 각각 다음 행렬에 대응된다.
{\displaystyle \ 1={\begin{pmatrix}1&0\\0&1\end{pmatrix}}}
{\displaystyle \ i={\begin{pmatrix}i&0\\0&-i\end{pmatrix}}}
{\displaystyle \ j={\begin{pmatrix}0&1\\-1&0\end{pmatrix}}}
{\displaystyle \ k={\begin{pmatrix}0&i\\i&0\end{pmatrix}}}
여기에서 {\displaystyle i}는 허수 단위이다.

## 성질

### 자기 동형
사원수군의 중심은 {\displaystyle \{\pm 1\}}이며, 사원수군의 교환자 부분군 역시 {\displaystyle \{\pm 1\}}이다. 이에 대한 몫군(내부 자기 동형군)은 클라인 4원군 {\displaystyle \operatorname {Cyc} (2)\times \operatorname {Cyc} (2)}이다.
사원수군의 자기 동형군은 4차 대칭군 {\displaystyle \operatorname {Sym} (4)}이다. 외부 자기 동형군은 {\displaystyle \operatorname {Sym} (4)/(\operatorname {Cyc} (2)\times \operatorname {Cyc} (2))\cong \operatorname {Sym} (3)}이다.

### 부분군
사원수군의 부분군은 (자명군과 스스로를 포함하여) 총 6개가 있으며, 이들은 다음과 같다.
- 크기 8: {\displaystyle Q}
- 크기 4: {\displaystyle \langle i\rangle ,\langle j\rangle ,\langle k\rangle \leq \mathbb {Q} }. 이들은 모두 4차 순환군 {\displaystyle \operatorname {Cyc} (4)}와 동형이다. 이에 대한 몫군은 2차 순환군이다.
- 크기 2: {\displaystyle \langle -1\rangle \leq Q}. 이는 2차 순환군과 동형이다. 이에 대한 몫군은 클라인 4원군과 동형이다.
- 크기 1: 자명군 {\displaystyle 1}

이들은 모두 정규 부분군이다. 즉, 사원수군은 데데킨트 군을 이룬다.

## 참고 문헌
1. ↑  Thomas W. Hungerford (1974). 《Algebra》. Springer-Verlag. 33쪽.

## 같이 보기
- 사원수
- 쌍순환군
- 클라인 4원군